# Snaring Mountain
Snaring Mountain är ett berg i Kanada.   Det ligger i provinsen Alberta, i den centrala delen av landet, 3 200 km väster om huvudstaden Ottawa. Toppen på Snaring Mountain är 2 931 meter över havet.
Terrängen runt Snaring Mountain är bergig åt nordost, men åt sydväst är den kuperad. Runt Snaring Mountain är det mycket glesbefolkat, med 5 invånare per kvadratkilometer.. Det finns inga samhällen i närheten. 
Trakten runt Snaring Mountain består i huvudsak av gräsmarker.